# 巴特勒縣 (俄亥俄州)
巴特勒縣（英語：Butler County）是美国俄亥俄州西南部的一個縣，西鄰印第安纳州，面積1,218平方公里。根據2020年美國人口普查，共有人口39萬357人。縣治漢彌爾頓。該縣成立於1803年，縣名紀念美國獨立戰爭軍官理察·巴特勒。